# Supercoupe d'Inde de football
La Supercoupe d'Inde de football est une compétition de football créée en 1997 opposant le champion d'Inde au vainqueur de la coupe d'Inde. 
La compétition organisée par la Fédération d'Inde de football se déroule en un match unique sur terrain neutre. Arrêtée en 2011, elle est recréée en 2018 sous le nom de Hero Super Cup et sous la forme d'un tournoi à élimination directe entre les clubs de l'ISL et l'I-League.

## Palmarès

### Ancienne formule
| Année     | Vainqueur             | Résultat       | Finaliste          |
| --------- | --------------------- | -------------- | ------------------ |
| 1997      | East Bengal Club      | 0-0 4-2 t.a.b. | JCT Mills          |
| 1998      | Salgaocar SC          | 1-0            | Mohun Bagan AC     |
| 1999      | Salgaocar SC          | 1-0 a.p.       | Mohun Bagan AC     |
| 2000      | non disputée          | non disputée   | non disputée       |
| 2001      | non disputée          | non disputée   | non disputée       |
| 2002      | non disputée          | non disputée   | non disputée       |
| 2003      | Mahindra United       | 1-1 4-3 t.a.b. | East Bengal Club   |
| 2004-2005 | Sporting Clube do Goa | 3-0            | Dempo Sports Club  |
| 2005-2006 | East Bengal Club      | 2-1            | Mahindra United    |
| 2006-2007 | Mohun Bagan AC        | 4-0            | Dempo Sports Club  |
| 2007-2008 | Dempo Sports Club     | 1-0            | East Bengal Club   |
| 2008-2009 | Mohun Bagan AC        | 2-1            | Churchill Brothers |
| 2009-2010 | Dempo Sports Club     | 3-1            | East Bengal Club   |
| 2010-2011 | East Bengal Club      | 0-0 9-8 t.a.b. | Salgaocar SC       |

### Nouvelle formule
Le format de la compétition connaît plusieurs changements, depuis 2024 ce sont les treize clubs de l'Indian Super League et les trois premiers de l'I-League qui participent, le vainqueur de l'édition 2025 se qualifie pour la Ligue des champions 2 de l'AFC 2025-2026.
| Année | Vainqueur                   | Résultat                    | Finaliste                   |
| ----- | --------------------------- | --------------------------- | --------------------------- |
| 2018  | Bengaluru FC                | 4 - 1                       | East Bengal FC              |
| 2019  | FC Goa                      | 2 - 1                       | Chennaiyin FC               |
| 2020  | non disputée de 2020 à 2022 | non disputée de 2020 à 2022 | non disputée de 2020 à 2022 |
| 2023  | Odisha FC                   | 2 - 1                       | Bengaluru FC                |
| 2024  | East Bengal FC              | 3 - 2                       | Odisha FC                   |
| 2025  | FC Goa                      | 3 - 0                       | Jamshedpur FC               |

## Source
- RSSSF